# تشارلز س. كولمان
تشارلز س. كولمان (بالإنجليزية: Charles C. Coleman)‏ هو مخرج أمريكي، ولد في 29 ديسمبر 1900 في ميشيغان في الولايات المتحدة، وتوفي في 25 مايو 1972 في لوس أنجلوس في الولايات المتحدة.

## وصلات خارجية
- تشارلز س. كولمان على موقع IMDb (الإنجليزية)
- تشارلز س. كولمان على موقع ألو سيني (الفرنسية)
- تشارلز س. كولمان على موقع قاعدة بيانات الأفلام السويدية (السويدية)
- تشارلز س. كولمان على موقع قاعدة بيانات الفيلم (الإنجليزية)
- تشارلز س. كولمان على موقع كينوبويسك (الروسية)